# Anna Blässe
Anna Blässe (Weimar, Alemania Oriental; 27 de febrero de 1987) es una futbolista alemana. Juega como delantera y su equipo actual es el Grasshopper de la Superliga Femenina de Suiza.

## Clubes
| Club           | País     | Año             |
| -------------- | -------- | --------------- |
| FF USV Jena    | Alemania | 2004 - 2006     |
| Hamburger SV   | Alemania | 2006 - 2007     |
| VfL Wolfsburgo | Alemania | 2007 - 2022     |
| Grasshopper    | Suiza    | 2022 - presente |

## Títulos

### Bundesliga
| Título     | Club           | País     | Año       |
| ---------- | -------------- | -------- | --------- |
| Bundesliga | VfL Wolfsburgo | Alemania | 2012-2013 |
| Bundesliga | VfL Wolfsburgo | Alemania | 2013-2014 |
| Bundesliga | VfL Wolfsburgo | Alemania | 2016-2017 |
| Bundesliga | VfL Wolfsburgo | Alemania | 2017-2018 |
| Bundesliga | VfL Wolfsburgo | Alemania | 2018-2019 |
| Bundesliga | VfL Wolfsburgo | Alemania | 2019-2020 |

### Copa de Alemania
| Título           | Club           | País     | Año     |
| ---------------- | -------------- | -------- | ------- |
| Copa de Alemania | VfL Wolfsburgo | Alemania | 2012-13 |
| Copa de Alemania | VfL Wolfsburgo | Alemania | 2014-15 |
| Copa de Alemania | VfL Wolfsburgo | Alemania | 2015-16 |
| Copa de Alemania | VfL Wolfsburgo | Alemania | 2016-17 |
| Copa de Alemania | VfL Wolfsburgo | Alemania | 2017-18 |
| Copa de Alemania | VfL Wolfsburgo | Alemania | 2018-19 |
| Copa de Alemania | VfL Wolfsburgo | Alemania | 2019-20 |
| Copa de Alemania | VfL Wolfsburgo | Alemania | 2020-21 |

### Campeonatos internacionales
| Título                                        | Equipo                | Sede       | Año  |
| --------------------------------------------- | --------------------- | ---------- | ---- |
| Copa Mundial Femenina de Fútbol Sub-20        | Selección de Alemania | Tailandia  | 2004 |
| Campeonato Europeo Femenino Sub-19 de la UEFA | Selección de Alemania | Suiza      | 2006 |
| Eurocopa Femenina                             | Selección de Alemana  | Suecia     | 2013 |
| Liga de Campeones Femenina de la UEFA         | VfL Wolfsburgo        | Inglaterra | 2013 |
| Liga de Campeones Femenina de la UEFA         | VfL Wolfsburgo        | Portugal   | 2014 |

### Distinciones individuales
| Distinción                 | Año  |
| -------------------------- | ---- |
| Medalla Fritz Walter (Oro) | 2006 |

## Vida personal
Blässe es lesbiana y se encuentra en pareja con la futbolista suiza Lara Dickenmann.